# Barsalogho (département)
Barsalogho est un département et une commune rurale de la province du Sanmatenga, situé dans la région Centre-Nord au Burkina Faso.

## Géographie

### Villes et localités
Le département se compose administrativement de 43 villages, dont le village chef-lieu homonyme (populations actualisées en 2006), qui couvrent aussi douze autres villages qui sont rattachés :
- Bangmiougou (1 903 habitants)
- Bangrin (831 habitants)
- Basma (1 890 habitants)
- Barsalogho (10 108 habitants), chef-lieu
- Biguélé (1 048 habitants)
- Bollé (2 615 habitants)
- Boulsbaongo (1 140 habitants)
- Darkoa (1 009 habitants)
- Foubé (4 882 habitants)
- Gabou (2 493 habitants)
- Goenega (2 111 habitants)
- Guiendbila[note 1] (410 habitants)
  - Bafina (787 habitants)
  - Bundissin (743 habitants)
  - Kékobo (1 000 habitants)
  - Loughary (600 habitants)
  - Poéssin (626 habitants)
  - Rokoutin (626 habitants)
  - Sagho (1 600 habitants)
  - Woskossogho (743 habitants)
- Kamsé (385 habitants)
- Kamsé-Peulh (602 habitants)
- Kassaye (1 882 habitants)
- Kogoyendé (1 459 habitants)
- Kondibito (1 476 habitants)
- Kondibito-Peulh (380 habitants)
- Korko-Mossi (4 452 habitants)
- Korko-Peulh (754 habitants)
- Madou (1 188 habitants)
- Nagraogo (2 724 habitants)
- Nagraogo-Foulcé (1 869 habitants)
- Nakombogo (786 habitants)
- Nongo[note 2] (441 habitants)
  - Yimboulsa (903 habitants)
- Nongo-Peulh (431 habitants)
- Sanba (72 habitants)
- Sanba-Peulh (732 habitants)
- Sidiga[note 3] (906 habitants)
  - Zénzèba (1 117 habitants)
- Sidogo (2 565 habitants)
- Somyalka (1 809 habitants)
- Soudougou (1 029 habitants)
- Tamassogo (652 habitants)
- Tanghin (464 habitants)
- Tankienga (1 856 habitants)
- Tatoukou[note 4] (516 habitants)
  - Biou (968 habitants)
  - Koulholé (715 habitants)
- Toécé (1 203 habitants)
- Toyendé (904 habitants)
- Toekédogo (721 habitants)
- Yantéga (1 764 habitants)
- Yirgou (991 habitants)
- Zimsa (1 333 habitants)
- Zongo (1 705 habitants)

## Administration
| Période                                  | Période  | Identité           | Étiquette | Qualité |
| ---------------------------------------- | -------- | ------------------ | --------- | ------- |
|                                          | en cours | Abdoulaye Pafarnam |           |         |
| Les données manquantes sont à compléter. |          |                    |           |         |

## Santé et éducation
Le département accueille cinq centres de soins et de promotion sociale (CSPS) à Foubé, Guiendbila, Basma et Sanba et Zongo tandis que le centre médical avec antenne chirurgicale (CMA) de la province est celui de Barsalogho et que le centre hospitalier régional (CHR) se trouve à Kaya.